# Lista najwyższych budynków w Nagoi

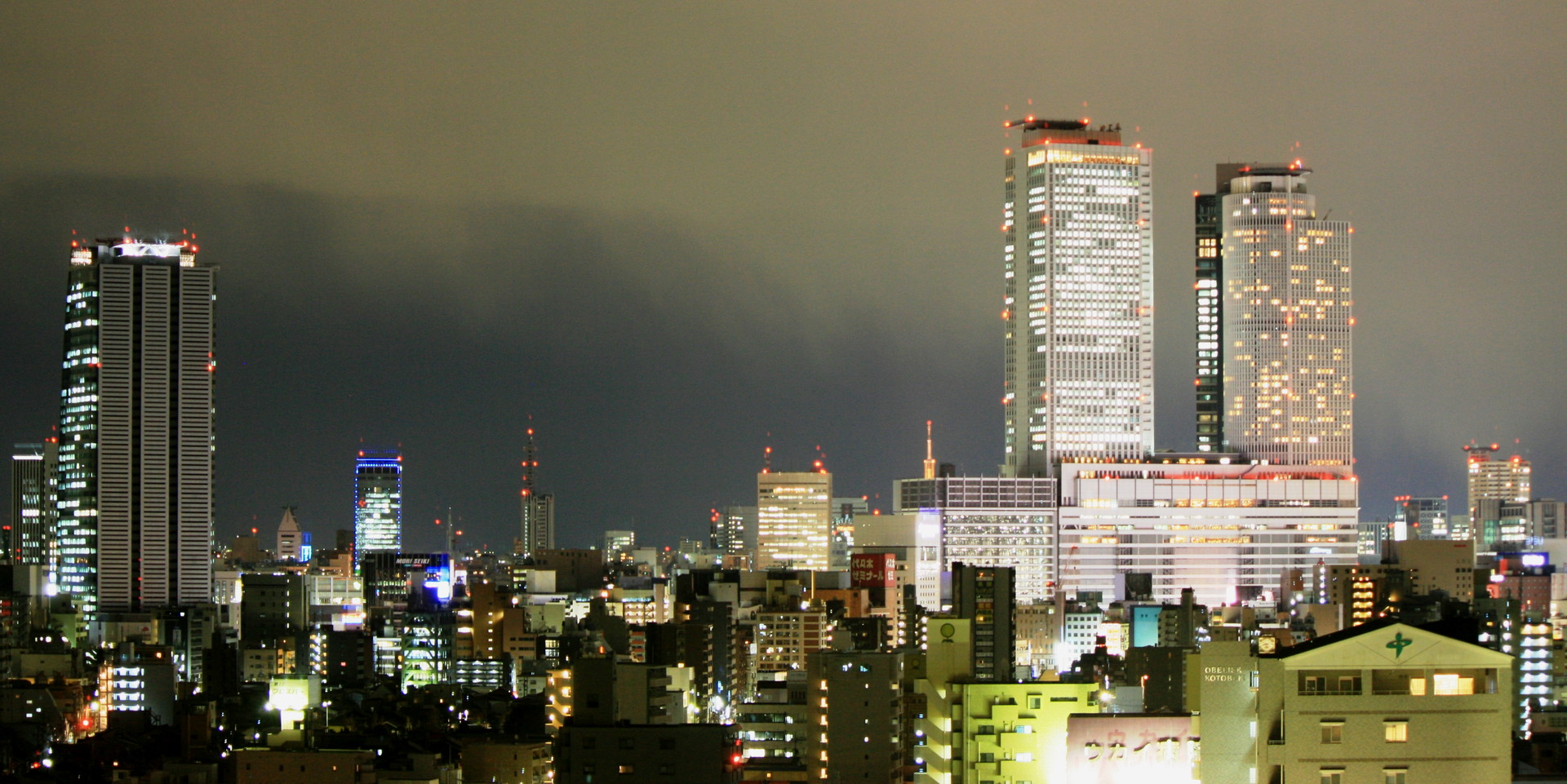
Nagoja nocą
Od lewej: Nagoya Lucent Tower, JR Central Towers Office i JR Central Towers Hotel

Nagoja jest czwartym najbardziej zaludnionym miastem w Japonii. W 2011 roku liczyło niemal 2,3 mln mieszkańców. Obecnie znajduje się tutaj 17 budynków przekraczających 100 metrów wysokości. Nie tworzą one jednolitego skupiska, lecz są rozrzucone w kilku lokalizacjach w mieście. Najwyższym budynkiem jest 247-metrowy Midland Square, ukończony w 2007 biurowiec. Nagoja była jednym z pierwszych miast w Japonii w których zaczęły powstawać tak wysokie budynki. 
Granica 100 metrów została przekroczona po raz pierwszy w 1974 roku, wraz z ukończeniem Sumitomo Seimei Nagoya Building. 10 lat później powstał drugi wieżowiec o identycznej wysokości 102,1 m - Nagoya International Center. Wśród początkowo budowanych obiektów przeważały biurowce. Pierwszym całkowicie mieszkalnym budynkiem stał się ukończony w 1996 roku Business Center Building. W Nagoi w przeciwieństwie do większości miast na świecie i w samej Japonii, w ostatnich latach powstało stosunkowo mało apartamentowców w porównaniu do ilości budowanych biurowców. Od roku 2000 ukończone zostały trzy takie budynki, w porównaniu do 6 biurowców. Specyficznym obiektem jest Mode Gakuen Spiral Towers. Zwraca na siebie uwagę nie tylko nowoczesną architekturą, lecz także faktem, że głównymi jego użytkownikami są instytucje oświatowe. Ponadto w mieście istnieją 2 hotele przekraczające 100 metrów wysokości - JR Central Towers Hotel oraz Hilton Nagoya. 
Obecnie (lipiec 2014) w budowie znajduje się jeden budynek przekraczający 100 metrów wysokości. Istnieją również projekty kilku innych.

## Najwyższe budynki
Uwzględnione zostały obiekty mające minimum 100 metrów wysokości licząc od poziomu ziemi do najwyższego punktu strukturalnego.
| Lp.    | Nazwa (pl i ja)                                                   | Wysokość (m / ft) | Piętra | Rok ukończenia | Przeznaczenie (główne) | Współrzędne                                 | Zdjęcie | Przypisy             |
| ------ | ----------------------------------------------------------------- | ----------------- | ------ | -------------- | ---------------------- | ------------------------------------------- | ------- | -------------------- |
| 1.     | Midland Square ミッドランドスクエア                               | 247,0 / 810       | 47     | 2007           | biurowiec              | 35°10′14″N 136°53′06″E/35,170556 136,885000 |         | [ 1 ] [ 2 ] [ 3 ]    |
| 2.     | JR Central Towers Office JRセントラルタワーズ・オフィス棟         | 245,0 / 804       | 51     | 2000           | biurowiec              | 35°10′17″N 136°52′58″E/35,171389 136,882778 |         | [ 4 ] [ 5 ] [ 6 ]    |
| 3.     | JR Central Towers Hotel JRセントラルタワーズ・ホテル棟            | 226,0 / 742       | 53     | 2000           | hotel                  | 35°10′12″N 136°52′58″E/35,170000 136,882778 |         | [ 7 ] [ 8 ] [ 9 ]    |
| 4.     | Nagoya Lucent Tower 名古屋ルーセントタワー                        | 180,0 / 591       | 40     | 2007           | biurowiec              | 35°10′29″N 136°52′52″E/35,174722 136,881111 |         | [ 10 ] [ 11 ] [ 12 ] |
| 5.     | Mode Gakuen Spiral Towers モード学園スパイラルタワーズ            | 170,0 / 558       | 36     | 2008           | edukacja               | 35°10′04″N 136°53′08″E/35,167778 136,885556 |         | [ 13 ] [ 14 ] [ 15 ] |
| 6.     | The Lions Mid Capital Tower ザ・ライオンズ ミッドキャピタルタワー | 161,9 / 531       | 47     | 2009           | apartamentowiec        | 35°08′06″N 136°54′35″E/35,135000 136,909722 |         | [ 16 ] [ 17 ]        |
| 7.     | The Scene Johoku ザ・シーン城北                                   | 160,0 / 525       | 45     | 1996           | apartamentowiec        | 35°12′59″N 136°54′45″E/35,216389 136,912500 |         | [ 18 ] [ 19 ] [ 20 ] |
| 8.     | Grand Maison Ikeshita Tower グランドメゾン池下タワー              | 152,78 / 501      | 42     | 2013           | apartamentowiec        | 35°10′05″N 136°56′49″E/35,168056 136,946944 |         | [ 22 ]               |
| 9.     | Kanayama Minami Building 金山南ビル                               | 134,4 / 441       | 31     | 1998           | mieszany               | 35°08′34″N 136°53′58″E/35,142778 136,899444 |         | [ 23 ] [ 24 ]        |
| 10.    | Aqua Town Nayabashi アクアタウン納屋橋                            | 117,8 / 387       | 33     | 2006           | mieszany               | 35°10′07″N 136°53′28″E/35,168611 136,891111 |         | [ 25 ]               |
| 11.    | Business Center Building ナディアパーク                           | 113,7 / 373       | 23     | 1996           | biurowiec              | 35°09′55″N 136°54′19″E/35,165278 136,905278 |         | [ 26 ] [ 27 ]        |
| 12.    | Hilton Nagoya AMMNAスクエア - 名古屋ヒルトン                      | 110,6 / 363       | 25     | 1989           | mieszany               | 35°10′03″N 136°53′41″E/35,167500 136,894722 |         | [ 28 ] [ 29 ]        |
| 13.    | Axios Chikusa アクシオス千種                                      | 108,4 / 356       | 31     | 2004           | apartamentowiec        | 35°10′08″N 136°55′43″E/35,168889 136,928611 |         | [ 30 ] [ 31 ]        |
| 14-14. | Nagoya International Center 名古屋国際センタービル                | 102,1 / 335       | 26     | 1984           | biurowiec              | 35°10′22″N 136°53′25″E/35,172778 136,890278 |         | [ 32 ] [ 33 ]        |
| 14-15. | Sumitomo Seimei Nagoya Building 住友生命名古屋ビル                | 102,1 / 335       | 26     | 1974           | biurowiec              | 35°09′55″N 136°53′10″E/35,165278 136,886111 |         | [ 34 ] [ 35 ]        |
| 16.    | NTT DoCoMo Tokai-Nagoya Building NTTドコモ東海名古屋ビル          | 102,0 / 335       | 22     | 2001           | biurowiec              | 35°10′33″N 136°54′34″E/35,175833 136,909444 |         | [ 37 ] [ 38 ]        |
| 17.    | Urbanet Nagoya Building アーバネット名古屋ビル                    | 100,9 / 331       | 22     | 2005           | biurowiec              | 35°10′23″N 136°54′35″E/35,173056 136,909722 |         | [ 39 ] [ 40 ]        |

## Pozostałe konstrukcje
Uwzględnione zostały obiekty mające minimum 100 metrów wysokości licząc od poziomu ziemi do najwyższego punktu strukturalnego.
| Lp. | Nazwa (pl i ja)                        | Wysokość (m / ft) | Piętra | Rok ukończenia | Przeznaczenie (główne)  | Współrzędne                                 | Zdjęcie | Przypisy      |
| --- | -------------------------------------- | ----------------- | ------ | -------------- | ----------------------- | ------------------------------------------- | ------- | ------------- |
| 1.  | Nagoya TV Tower 名古屋テレビ塔         | 180,1 / 591       | brak   | 1954           | wieża telekomunikacyjna | 35°10′20″N 136°54′30″E/35,172222 136,908333 |         | [ 41 ] [ 42 ] |
| 2.  | Higashiyama Sky Tower 東山スカイタワー | 134,0 / 440       | brak   | 1989           | wieża obserwacyjna      | 35°09′24″N 136°58′43″E/35,156667 136,978611 |         | [ 43 ]        |

## Historycznie najwyższe budynki
Uwzględnione zostały obiekty mające minimum 100 metrów wysokości licząc od poziomu ziemi do najwyższego punktu strukturalnego.
Najwyższym budynkiem w mieście jest Midland Square, który tytuł ten uzyskał w 2007 roku. Pierwszym budynkiem, którzy wzniósł się ponad 100 metrów był Sumitomo Seimei Nagoya Building. 10 lat później ukończono wieżowiec o identycznej wysokości 102,1 m - Nagoya International Center. Od 1984 do 1989 roku te dwa budynki posiadały status najwyższego w mieście. W 1989 ukończona została budowa hotelu Hilton, który jednocześnie stał się najwyższym. W 1996 przewyższył go jedyny na tej liście obiekt mieszkalny The Scene Johoku, który po 4 latach utracił tytuł na rzecz JR Central Towers Office. Ten po 7 latach został z kolei przewyższony przez obecnie najwyższy budynek Midland Square.
| Nazwa (pl i ja)                                           | Okres        | Wysokość (metry / stopy) | Przeznaczenie (główne) | Zdjęcie |
| --------------------------------------------------------- | ------------ | ------------------------ | ---------------------- | ------- |
| Midland Square ミッドランドスクエア                       | 2007 - nadal | 247,0 / 810              | biurowiec              |         |
| JR Central Towers Office JRセントラルタワーズ・オフィス棟 | 2000 - 2007  | 245,0 / 804              | biurowiec              |         |
| The Scene Johoku ザ・シーン城北                           | 1996 - 2000  | 160,0 / 525              | apartamentowiec        |         |
| Hilton Nagoya AMMNAスクエア - 名古屋ヒルトン              | 1989 - 1996  | 110,6 / 363              | mieszany               |         |
| Nagoya International Center 名古屋国際センタービル        | 1984 - 1989  | 102,1 / 335              | biurowiec              |         |
| Sumitomo Seimei Nagoya Building 住友生命名古屋ビル        | 1974 - 1989  | 102,1 / 335              | biurowiec              |         |

## Budynki w budowie
Uwzględnione zostały obiekty mające minimum 100 metrów wysokości licząc od poziomu ziemi do najwyższego punktu strukturalnego.
Obecnie (lipiec 2014) w budowie znajduje się 5 budynków przekraczających 100 metrów wysokości.
| Lp. | Nazwa (pl i ja)                | Wysokość (m / ft) | Piętra | Rok ukończenia | Przeznaczenie (główne) | Współrzędne                                 | Zdjęcie | Przypisy             |
| --- | ------------------------------ | ----------------- | ------ | -------------- | ---------------------- | ------------------------------------------- | ------- | -------------------- |
| 1.  | JR Gate Tower                  | 220 / 722         | 46     | 2016           | biurowiec              | 35°10′21″N 136°52′55″E/35,172500 136,881944 |         | [ 44 ] [ 45 ] [ 46 ] |
| 2.  | JP Tower Nagoya                | 195,8 / 642       | 40     | 2016           | biurowiec              | 35°10′24″N 136°52′56″E/35,173333 136,882222 |         | [ 47 ] [ 48 ]        |
| 3.  | Dai Nagoya Building            | 174,7 / 573       | 34     | 2015           | biurowiec              | 35°10′19″N 136°53′04″E/35,171944 136,884444 |         | [ 49 ]               |
| 4.  | New Misomo-za Theater Building | 150,0 / 492       | 40     | 2017           | biurowiec / teatr      | 35°10′03″N 136°53′49″E/35,167500 136,896944 |         | [ 50 ]               |
| 5.  | New Second Toyota Building     | 114,6 / 376       | 25     | 2016           | biurowiec / hotel      | 35°10′11″N 136°53′12″E/35,169722 136,886667 |         | [ 51 ] [ 52 ]        |